# Wetenschappelijk medewerker
Wetenschappelijk medewerker was in Nederland een ambtelijke rang voor het personeel van instellingen voor wetenschappelijk onderwijs en interuniversitaire instituten. In 1986, bij de invoering van een nieuwe Wet op het wetenschappelijk onderwijs, werd de rang afgeschaft en vervangen door die van universitair docent. Hetzelfde gebeurde met de rang van wetenschappelijk hoofdmedewerker, die plaats maakte voor de rang van universitair hoofddocent. Een van de redenen voor deze ingreep was een hervorming van het rangenstelsel, dat enigszins 'topzwaar' was geworden. Om die reden stroomden wetenschappelijk hoofdmedewerkers ook niet automatisch door naar de positie van universitair hoofddocent maar werd een deel van hen als 'gewoon' universitair docent ingeschaald.